# 姚三辰
姚三辰（？—1737年），字舜揚，號巽湖，浙江仁和（今屬杭州）人，清朝政治人物，同進士出身。
康熙五十二年（1713年）癸巳恩科進士。選庶吉士，散館授翰林院檢討。雍正五年（1727年），世宗训谕臣下，姚三辰被指責為“詞氣神色不以朕言為然”，以“心術不端，全無儆懼之意”，與陳學海、谢济世被罰至陀羅海振武營。後復官，歷任侍講、內閣學士、安徽學政等職。乾隆時，官至吏部右侍郎。